# Grand Prix Włoch 2020
Grand Prix Włoch 2020, oficjalnie Formula 1 Gran Premio Heineken d'Italia 2020 – ósma runda Mistrzostw Świata Formuły 1 w sezonie 2020. Grand Prix odbyło się w dniach 4–6 września 2020 na torze Autodromo Nazionale di Monza w Monzy. Wyścig wygrał Pierre Gasly (AlphaTauri), a na podium stanęli kolejno Carlos Sainz Jr. (McLaren) i Lance Stroll (Racing Point). Lewis Hamilton (Mercedes), lider klasyfikacji kierowców, po starcie z pole position, ukończył wyścig na siódmym miejscu.

## Tło
Pierwotny kalendarz Formuły 1 na sezon 2020 zakładał organizację 22 eliminacji, w tym wyścigu o Grand Prix Włoch 6 września. Jednakże w związku z pandemią COVID-19 znacznie przeprojektowano kalendarz, jednak Grand Prix Włoch pozostało z pierwotną datą wyścigu.
Roy Nissany po raz drugi wystartował w weekendzie Formuły 1. W pierwszym treningu zastąpił Georga Russella.

## Lista startowa
Na niebieskim tle kierowcy biorący udział jedynie w piątkowych treningach.
| Nr          | Kierowca           | Zespół                        | Samochód                           | Silnik                      | Opony |
| ----------- | ------------------ | ----------------------------- | ---------------------------------- | --------------------------- | ----- |
| 3           | Daniel Ricciardo   | Renault DP World F1 Team      | Renault R.S.20                     | Renault E-Tech 20 1,6 V6T   | P     |
| 4           | Lando Norris       | McLaren F1 Team               | McLaren MCL35                      | Renault E-Tech 20 1,6 V6T   | P     |
| 5           | Sebastian Vettel   | Scuderia Ferrari              | Ferrari SF1000                     | Ferrari 065 1,6 V6T         | P     |
| 6           | Nicholas Latifi    | Williams Racing               | Williams FW43                      | Mercedes-AMG F1 M11 1,6 V6T | P     |
| 7           | Kimi Räikkönen     | Alfa Romeo Racing ORLEN       | Alfa Romeo C39                     | Ferrari 065 1,6 V6T         | P     |
| 8           | Romain Grosjean    | Haas F1 Team                  | Haas VF-20                         | Ferrari 065 1,6 V6T         | P     |
| 10          | Pierre Gasly       | Scuderia AlphaTauri Honda     | AlphaTauri AT01                    | Honda RA620H 1,6 V6T        | P     |
| 11          | Sergio Pérez       | BWT Racing Point F1 Team      | Racing Point RP20                  | BWT Mercedes 1,6 V6T        | P     |
| 16          | Charles Leclerc    | Scuderia Ferrari              | Ferrari SF1000                     | Ferrari 065 1,6 V6T         | P     |
| 18          | Lance Stroll       | BWT Racing Point F1 Team      | Racing Point RP20                  | BWT Mercedes 1,6 V6T        | P     |
| 20          | Kevin Magnussen    | Haas F1 Team                  | Haas VF-20                         | Ferrari 065 1,6 V6T         | P     |
| 23          | Alexander Albon    | Aston Martin Red Bull Racing  | Red Bull RB16                      | Honda RA620H 1,6 V6T        | P     |
| 26          | Daniił Kwiat       | Scuderia AlphaTauri Honda     | AlphaTauri AT01                    | Honda RA620H 1,6 V6T        | P     |
| 31          | Esteban Ocon       | Renault DP World F1 Team      | Renault R.S.20                     | Renault E-Tech 20 1,6 V6T   | P     |
| 33          | Max Verstappen     | Aston Martin Red Bull Racing  | Red Bull RB16                      | Honda RA620H 1,6 V6T        | P     |
| 40          | Roy Nissany        | Williams Racing               | Williams FW43                      | Mercedes-AMG F1 M11 1,6 V6T | P     |
| 44          | Lewis Hamilton     | Mercedes-AMG Petronas F1 Team | Mercedes-AMG F1 W11 EQ Performance | Mercedes-AMG F1 M11 1,6 V6T | P     |
| 55          | Carlos Sainz Jr.   | McLaren F1 Team               | McLaren MCL35                      | Renault E-Tech 20 1,6 V6T   | P     |
| 63          | George Russell     | Williams Racing               | Williams FW43                      | Mercedes-AMG F1 M11 1,6 V6T | P     |
| 77          | Valtteri Bottas    | Mercedes-AMG Petronas F1 Team | Mercedes-AMG F1 W11 EQ Performance | Mercedes-AMG F1 M11 1,6 V6T | P     |
| 99          | Antonio Giovinazzi | Alfa Romeo Racing ORLEN       | Alfa Romeo C39                     | Ferrari 065 1,6 V6T         | P     |
| Źródło: FIA |                    |                               |                                    |                             |       |

## Wyniki

### Zwycięzcy sesji treningowych
| Sesja       | Nr | Kierowca        | Konstruktor | Czas     | Okr. |
| ----------- | -- | --------------- | ----------- | -------- | ---- |
| 1           | 77 | Valtteri Bottas | Mercedes    | 1:20,703 | 28   |
| 2           | 44 | Lewis Hamilton  | Mercedes    | 1:20,192 | 32   |
| 3           | 77 | Valtteri Bottas | Mercedes    | 1:20,089 | 14   |
| Źródło: FIA |    |                 |             |          |      |

### Kwalifikacje
| P                    | Nr | Kierowca           | Konstruktor               | Czasy w kwalifikacjach | Czasy w kwalifikacjach | Czasy w kwalifikacjach | Poz. s. |
| P                    | Nr | Kierowca           | Konstruktor               | Q1                     | Q2                     | Q3                     | Poz. s. |
| -------------------- | -- | ------------------ | ------------------------- | ---------------------- | ---------------------- | ---------------------- | ------- |
| 1                    | 44 | Lewis Hamilton     | Mercedes                  | 1:19,514               | 1:19,092               | 1:18,887               | 1       |
| 2                    | 77 | Valtteri Bottas    | Mercedes                  | 1:19,786               | 1:18,952               | 1:18,956               | 2       |
| 3                    | 55 | Carlos Sainz Jr.   | McLaren-Renault           | 1:20,099               | 1:19,705               | 1:19,695               | 3       |
| 4                    | 11 | Sergio Pérez       | Racing Point-BWT Mercedes | 1:20,048               | 1:19,718               | 1:19,720               | 4       |
| 5                    | 33 | Max Verstappen     | Red Bull Racing-Honda     | 1:20,193               | 1:19,780               | 1:19,795               | 5       |
| 6                    | 4  | Lando Norris       | McLaren-Renault           | 1:20,344               | 1:19,962               | 1:19,820               | 6       |
| 7                    | 3  | Daniel Ricciardo   | Renault                   | 1:20,548               | 1:20,031               | 1:19,864               | 7       |
| 8                    | 18 | Lance Stroll       | Racing Point-BWT Mercedes | 1:20,400               | 1:19,924               | 1:20,049               | 8       |
| 9                    | 23 | Alexander Albon    | Red Bull Racing-Honda     | 1:21,104               | 1:20,064               | 1:20,090               | 9       |
| 10                   | 10 | Pierre Gasly       | AlphaTauri-Honda          | 1:20,145               | 1:19,909               | 1:20,177               | 10      |
| 11                   | 26 | Daniił Kwiat       | AlphaTauri-Honda          | 1:20,307               | 1:20,169               |                        | 11      |
| 12                   | 31 | Esteban Ocon       | Renault                   | 1:20,747               | 1:20,234               |                        | 12      |
| 13                   | 16 | Charles Leclerc    | Ferrari                   | 1:20,443               | 1:20,273               |                        | 13      |
| 14                   | 7  | Kimi Räikkönen     | Alfa Romeo-Ferrari        | 1:21,010               | 1:20,926               |                        | 14      |
| 15                   | 20 | Kevin Magnussen    | Haas-Ferrari              | 1:20,869               | 1:21,573               |                        | 15      |
| 16                   | 8  | Romain Grosjean    | Haas-Ferrari              | 1:21,139               |                        |                        | 16      |
| 17                   | 5  | Sebastian Vettel   | Ferrari                   | 1:21,151               |                        |                        | 17      |
| 18                   | 99 | Antonio Giovinazzi | Alfa Romeo-Ferrari        | 1:21,206               |                        |                        | 18      |
| 19                   | 63 | George Russell     | Williams-Mercedes         | 1:21,587               |                        |                        | 19      |
| 20                   | 6  | Nicholas Latifi    | Williams-Mercedes         | 1:21,717               |                        |                        | 20      |
| 107% czasu: 1:25,079 |    |                    |                           |                        |                        |                        |         |
| Źródło: FIA          |    |                    |                           |                        |                        |                        |         |

### Wyścig
| P           | Nr | Kierowca           | Konstruktor               | Okr. | Czas                | Start | +/– | Punkty |
| ----------- | -- | ------------------ | ------------------------- | ---- | ------------------- | ----- | --- | ------ |
| 1           | 10 | Pierre Gasly       | AlphaTauri-Honda          | 53   | 1:47:06,056         | 10    | 9   | 25     |
| 2           | 55 | Carlos Sainz Jr.   | McLaren-Renault           | 53   | +0,415              | 3     | 1   | 18     |
| 3           | 18 | Lance Stroll       | Racing Point-BWT Mercedes | 53   | +3,358              | 8     | 5   | 15     |
| 4           | 4  | Lando Norris       | McLaren-Renault           | 53   | +6,000              | 6     | 2   | 12     |
| 5           | 77 | Valtteri Bottas    | Mercedes                  | 53   | +7,108              | 2     | 3   | 10     |
| 6           | 3  | Daniel Ricciardo   | Renault                   | 53   | +8,391              | 7     | 1   | 8      |
| 7           | 44 | Lewis Hamilton     | Mercedes                  | 53   | +17,245             | 1     | 6   | 6+1    |
| 8           | 31 | Esteban Ocon       | Renault                   | 53   | +18,691             | 12    | 4   | 4      |
| 9           | 26 | Daniił Kwiat       | AlphaTauri-Honda          | 53   | +22,208             | 11    | 2   | 2      |
| 10          | 11 | Sergio Pérez       | Racing Point-BWT Mercedes | 53   | +23,224             | 4     | 6   | 1      |
| 11          | 6  | Nicholas Latifi    | Williams-Mercedes         | 53   | +32,876             | 20    | 9   |        |
| 12          | 8  | Romain Grosjean    | Haas-Ferrari              | 53   | +35,164             | 16    | 4   |        |
| 13          | 7  | Kimi Räikkönen     | Alfa Romeo-Ferrari        | 53   | +36,312             | 14    | 1   |        |
| 14          | 63 | George Russell     | Williams-Mercedes         | 53   | +36,593             | 19    | 5   |        |
| 15          | 23 | Alexander Albon    | Red Bull Racing-Honda     | 53   | +37,533             | 9     | 6   |        |
| 16          | 99 | Antonio Giovinazzi | Alfa Romeo-Ferrari        | 53   | +55,199             | 18    | 2   |        |
| NS          | 33 | Max Verstappen     | Red Bull Racing-Honda     | 30   | NU (jednostka mocy) | 5     |     |        |
| NS          | 16 | Charles Leclerc    | Ferrari                   | 23   | NU (wypadek)        | 13    |     |        |
| NS          | 20 | Kevin Magnussen    | Haas-Ferrari              | 17   | NU (jednostka mocy) | 15    |     |        |
| NS          | 5  | Sebastian Vettel   | Ferrari                   | 6    | NU (hamulce)        | 17    |     |        |
| Źródło: FIA |    |                    |                           |      |                     |       |     |        |

Uwagi
1. ↑  Dodatkowy 1 punkt jest przyznawany kierowcy, który ustanowił najszybsze okrążenie w wyścigu, pod warunkiem, że ukończył wyścig w pierwszej 10.

### Najszybsze okrążenie
| Nr          | Kierowca       | Konstruktor | Czas     | Okr. |
| ----------- | -------------- | ----------- | -------- | ---- |
| 44          | Lewis Hamilton | Mercedes    | 1:22,746 | 34   |
| Źródło: FIA |                |             |          |      |

### Prowadzenie w wyścigu
| Nr                              | Kierowca         | Konstruktor | Okrążenia   | Suma |
| ------------------------------- | ---------------- | ----------- | ----------- | ---- |
| 44                              | Lewis Hamilton   | Mercedes    | 1–20, 22–27 | 26   |
| 55                              | Carlos Sainz Jr. | McLaren     | 21          | 1    |
| 10                              | Pierre Gasly     | AlphaTauri  | 28–53       | 26   |
| \| Wykres \| \| ------ \| \| \| |                  |             |             |      |
| Źródło: FIA                     |                  |             |             |      |
| Wykres                          |                  |             |             |      |
|                                 |                  |             |             |      |

## Klasyfikacja po wyścigu

### Kierowcy
Źródło: FIA
| P  | +/− | Kierowca           | Starty | Punkty | P1 | P2 | P3 | PP | NO | NS |
| -- | --- | ------------------ | ------ | ------ | -- | -- | -- | -- | -- | -- |
| 1  | 0   | Lewis Hamilton     | 8      | 164    | 5  | 1  | –  | 6  | 3  | –  |
| 2  | +1  | Valtteri Bottas    | 8      | 117    | 1  | 2  | 3  | 2  | 1  | –  |
| 3  | −1  | Max Verstappen     | 8      | 110    | 1  | 3  | 2  | –  | 1  | 2  |
| 4  | +3  | Lance Stroll       | 8      | 57     | –  | –  | 1  | –  | –  | 1  |
| 5  | +1  | Lando Norris       | 8      | 57     | –  | –  | 1  | –  | 1  | –  |
| 6  | −2  | Alexander Albon    | 8      | 48     | –  | –  | –  | –  | –  | –  |
| 7  | −2  | Charles Leclerc    | 8      | 45     | –  | 1  | 1  | –  | –  | 3  |
| 8  | +4  | Pierre Gasly       | 8      | 43     | 1  | –  | –  | –  | –  | 1  |
| 9  | +2  | Carlos Sainz Jr.   | 8      | 41     | –  | 1  | –  | –  | 1  | 1  |
| 10 | −2  | Daniel Ricciardo   | 8      | 41     | –  | –  | –  | –  | 1  | 1  |
| 11 | −2  | Sergio Pérez       | 6      | 34     | –  | –  | –  | –  | –  | –  |
| 12 | −2  | Esteban Ocon       | 8      | 30     | –  | –  | –  | –  | –  | 1  |
| 13 | 0   | Sebastian Vettel   | 8      | 16     | –  | –  | –  | –  | –  | 2  |
| 14 | 0   | Nico Hülkenberg    | 2      | 6      | –  | –  | –  | –  | –  | 1  |
| 15 | +1  | Daniił Kwiat       | 8      | 4      | –  | –  | –  | –  | –  | 1  |
| 16 | −1  | Antonio Giovinazzi | 8      | 2      | –  | –  | –  | –  | –  | 1  |
| 17 | 0   | Kevin Magnussen    | 8      | 1      | –  | –  | –  | –  | –  | 4  |
| 18 | +1  | Nicholas Latifi    | 8      | 0      | –  | –  | –  | –  | –  | –  |
| 19 | −1  | Kimi Räikkönen     | 8      | 0      | –  | –  | –  | –  | –  | 1  |
| 20 | +1  | Romain Grosjean    | 8      | 0      | –  | –  | –  | –  | –  | 1  |
| 21 | −1  | George Russell     | 8      | 0      | –  | –  | –  | –  | –  | 2  |
| P  | +/− | Kierowca           | Starty | Punkty | P1 | P2 | P3 | PP | NO | NS |

### Konstruktorzy
Źródło: FIA
| P  | +/− | Konstruktor               | Starty | Punkty | P1 | P2 | P3 | PP | NO | NS |
| -- | --- | ------------------------- | ------ | ------ | -- | -- | -- | -- | -- | -- |
| 1  | 0   | Mercedes                  | 16     | 281    | 6  | 3  | 3  | 8  | 4  | –  |
| 2  | 0   | Red Bull Racing-Honda     | 16     | 158    | 1  | 3  | 2  | –  | 1  | 2  |
| 3  | 0   | McLaren-Renault           | 16     | 98     | –  | 1  | 1  | –  | 2  | 1  |
| 4  | 0   | Racing Point-BWT Mercedes | 16     | 82     | –  | –  | 1  | –  | –  | 2  |
| 5  | +1  | Renault                   | 16     | 71     | –  | –  | –  | –  | 1  | 2  |
| 6  | −1  | Ferrari                   | 16     | 61     | –  | 1  | 1  | –  | –  | 5  |
| 7  | 0   | Scuderia AlphaTauri-Honda | 16     | 47     | 1  | –  | –  | –  | –  | 2  |
| 8  | 0   | Alfa Romeo Racing-Ferrari | 16     | 2      | –  | –  | –  | –  | –  | 1  |
| 9  | 0   | Haas-Ferrari              | 16     | 1      | –  | –  | –  | –  | –  | 5  |
| 10 | 0   | Williams-Mercedes         | 16     | 0      | –  | –  | –  | –  | –  | 2  |
| P  | +/− | Konstruktor               | Starty | Punkty | P1 | P2 | P3 | PP | NO | NS |